# Протей (соратник Александра Македонського)
Протей (дав.-гр. Πρωτέας дав.-гр. Πρωτέας — молочний брат і соратник Александра Македонського. Під час війни з персами відзначився, коли зміг захопити вісім кораблів Датама біля Сифноса, тим самим попередивши відпадання грецьких полісів від Македонії. Набув популярності насамперед як кулачний боєць, який міг надзвичайно багато випити та постійний учасник застіль Александра.

## Біографія
Протей народився у середині 350-х років до зв. е. Його батьком, вочевидь, був воєначальник Андронік, син Агерра  , а матір'ю — представниця знатного македонського роду Ланіка  . Крім Протея у пари було ще двоє синів, які загинули під час облоги Мілета в 334 році до н. е.  Плутарх згадує ще одного «брата Протея» Теодора, якого Александр просив продати одну з рабинь за десять талантів  . Ланіка стала годувальницею та нянькою юного царевича Александра, а Протей, відповідно, молочним братом майбутнього царя. За припущенням Ф. Шахермайра, Протей виховувався разом зі спадкоємцем Філіпа II і був йому дуже близький.
У момент переходу військ Александра з Македонії до Азії Протей залишався вдома. Після перемоги при Граніці 334 року до н. е. перси постаралися створити загрозу для Македонії в Егейському морі. Перед намісником Александра в Македонії Антипатром постало завдання не допустити атаки Греції з боку моря. Він доручив Протею зібрати флот на Евбеї та Пелопоннесі. Коли Протей дізнався, що частина перського флоту під командуванням Датама знаходиться біля Сифносу Кікладського архіпелагу з метою сприяти антимакедонським виступам на островах і увійти в угоду зі спартанцями , виступив із п'ятнадцятьма кораблями йому назустріч. Протей зміг непомітно вночі підійти до судів Датама і, використавши ефект несподіванки, захопити вісім із них. Сам Датам на двох кораблях зміг втекти до основного перського флоту . На думку історика Йоганна Дройзена, ця перемога Протея запобігла відпаданню греків від Македонії та їх переходу на бік персів.
Згодом Протей на пентеконторі приєднався до Александра в Сидоні . За зауваженням історика В. Геккеля, точно неясно, чи здійснював Протей якусь спеціально доручену йому місію або ж брав участь в активних військових діях проти Тира.
За словами Еліана, Протей міг надзвичайно багато випити. Згідно з Плутархом, Протей умів розважати Александра Македонського жартами під час застіль. Також він передає історію про те, як Протей потрапив у немилість до царя. Коли Александр вирішив вибачити свого наближеного, Протей попросив якусь запоруку царської прихильності. У відповідь Александр наказав видати Протею величезну суму п'ять талантів . У 328 році до н. е. під час бенкету Александр убив, про що згодом сильно жалкував свого наближеного Кліта Чорного, який припадав Протею дядьком по материнській лінії. У джерелах немає даних про те, як Протей сприйняв те, що сталося. Очевидно, він і надалі залишався наближеним македонського царя. Афіней із посиланням на історика Ефиппа передає історію про те, як Протей перепив Александра. Після такого «змагання» цар захворів і помер . На відміну від Еліана та Афінея, для яких головним випивохою в армії Александра був Протей, Плутарх назвав переможцем «винного змагання» серед наближених до Александра Промаха  .
Існує припущення про те, що Протей-флотоводець і Протей-завсідник бенкетів Александра були тезками .
У Протея був онук з тим самим ім'ям, згаданий Афінеєм як такий же, як і дід, любитель непомірної випивки .

## У літературі
Французький письменник М. Дрюон у книзі «Александр Македонський, або Роман про бога» зобразив Протея товаришем Александра, який навчався разом із молодим царевичем у Аристотеля . У цій книзі Протей загинув під час облоги Мілета 334 роки до н. е. 

### Дослідження
- Дройзен И. Г. История эллинизма. История Александра Великого. — Москва : Академический Проект, 2011. — 623 с. — (Технологии истории) — ISBN 978-5-8291-1304-9.
- Шахермайр Ф. Александр Македонский. — 2-е. — М. : Главная редакция восточной литературы, 1986. — 384 с. — (По следам исчезнувших культур Востока)
- Шифман И. Ш. Александр Македонский / ответственный редактор Э. Д. Фролов. — Л. : Наука, 1988. — ISBN 5-02-027233-7.
- Шофман А. С. Первый этап антимакедонского движения периода восточных походов Александра Македонского // Вестник древней истории. — М. : Наука, 1973. — Вип. 126. — № 4 (25 березня). — С. 117—135.
- Heckel W.[en]. Who's Who in the Age of Alexander the Great: Prosopography of Alexander's Empire. — Malden; Oxford; Carlton : Blackwell Publishing, 2006. — ISBN 1-4051-1210-7.
- Heckel W.[en]. Alexander's Marshals. A study of the Makedonian aristocracy and the politics of military leadership. — 2nd. — London; New York : Routledge, 2016. — ISBN 978-1-138-93469-6.
- Ziegler K.[de]. Proteas 3 // Paulys Realencyclopädie der classischen Altertumswissenschaft :  [нім.] / Georg Wissowa. — Stuttgart : J. B. Metzler'sche Verlagsbuchhandlung, 1957.